# Renaud Ego
Renaud Ego est un poète français et un critique d’art, né à Paris le 29 septembre 1963.

## Biographie
Fils de Maurice Ego, architecte, et de Sylvie Ego, enseignante, il s’oriente à l’adolescence vers la musique avant de faire des études de lettres et d’être diplômé de l’Institut d’Études Politiques de Paris, en 1988.
Il débute alors une carrière de journaliste en étant le responsable des pages « Idées » du Quotidien de Paris. En désaccord avec la politique éditoriale de ce journal, lors de la première guerre du golfe, il démissionne et est invité par Jean Ristat et Henri Deluy à rejoindre la rédaction Les Lettres françaises, en 1992. Il y fait les rencontres décisives de Bernard Noël, Alain Jouffroy et Michel Bulteau et poursuit une activité de critique littéraire et critique d’art.

## Œuvre littéraire
Ses premiers livres paraissent peu après. Son essai consacré à Tomas Tranströmer lors de l’édition des œuvres complètes du poète suédois participe à la reconnaissance de ce dernier en France,,,.
Il rencontre ensuite le poète Matthieu Messagier à qui il sera lié par une longue amitié. Il lui consacrera un livre, intitulé L'Arpent du poème dépasse l'année-lumière (2002)et éditera certains de ses poèmes.

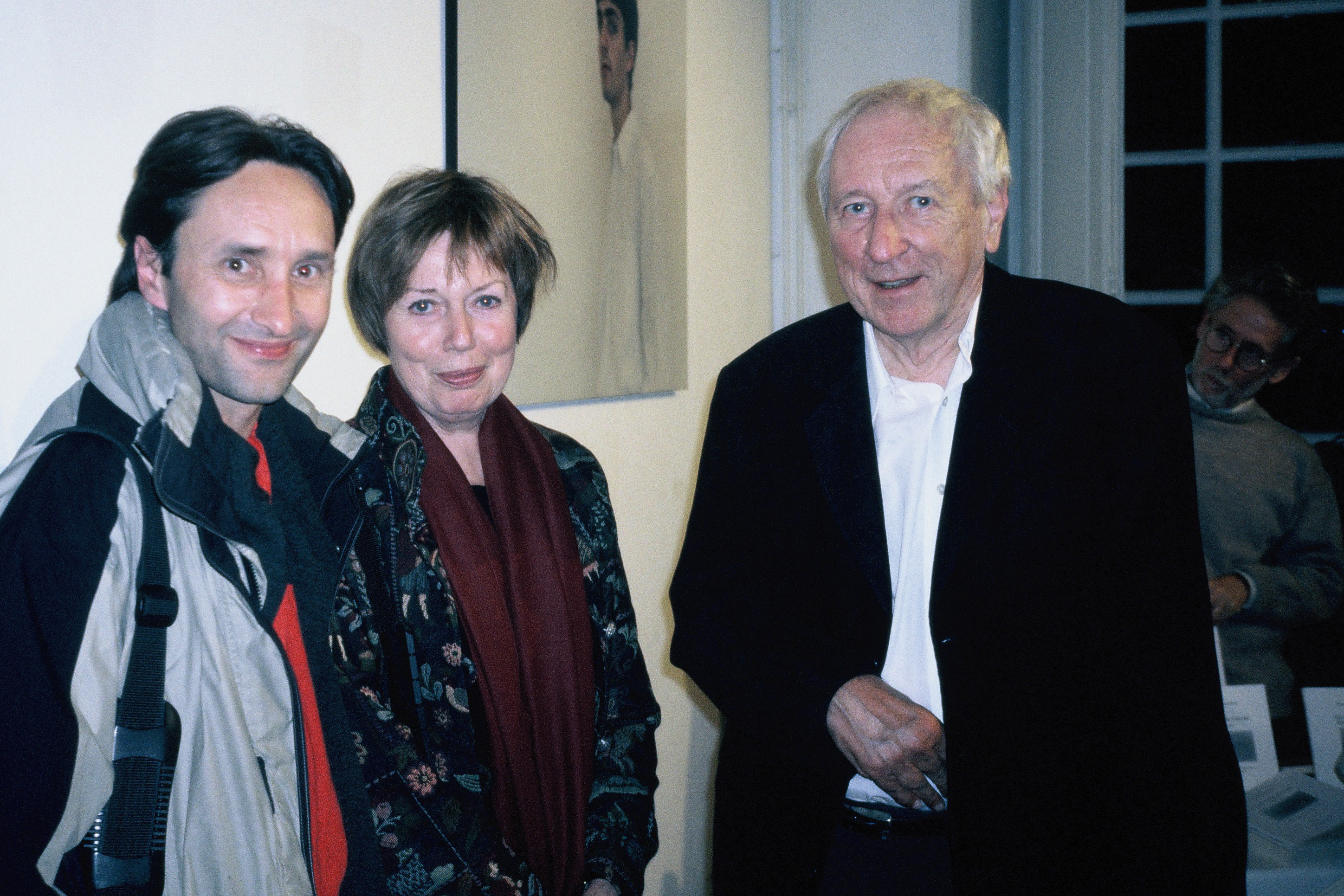
Renaud Ego, Monika et Tomas Tranströmer, à Paris, en 2004

Renaud Ego poursuit depuis une œuvre littéraire composée de récits, de poèmes et d’essais avec notamment la parution de La Réalité n’a rien à voir (2007). 
Il collabore, en tant que dramaturge, à une pièce de théâtre de François Cervantès, créée pour le festival d’Avignon en 2017.

## Travaux sur l'art rupestre et l'art paléolithique
Renaud Ego entame en 1997 une recherche consacrée à l’art rupestre d’Afrique australe dont il deviendra spécialiste. Il fait connaître cet art dans un premier livre intitulé San, art rupestre d’Afrique australe (2000),. Puis dans un second livre, intitulé L'Animal voyant : Art rupestre d'Afrique australe, publié en 2015 chez Actes sud (ensuite publié en anglais en 2019 sous le titre Visionary Animal : Rock Art from Southern Africa),, son approche, à la fois anthropologique et plastique, renouvelle la compréhension de cet art.
Il publie en 2017 Le Geste du regard sur le thème de l'art préhistorique,, puis en 2023 un essai consacré à la naissance de la figure dans l’art paléolithique occidental intitulé Peindre sa pensée dans des grottes,.

## Publications

### Littérature
- Le Désastre d'éden, préface d’Alain Jouffroy, éditions Paroles d'Aube, 1995
- Tombeau de Jimi Hendrix, fugue, éditions Le Castor Astral, 1996
- San, art rupestre d’Afrique australe, éditions Adam Biro, 2000
- S’il y a lieu, 5 essais sur l’architecture, CRL de Franche Comté, 2002
- L’Arpent du poème dépasse l’année-lumière, éditions Jean-Michel Place, 2002[7]
- La réalité n’a rien à voir, éditions le Castor Astral, 2007
- Une légende des yeux, Actes Sud, 2010
- L’atelier de Jean Arp et Sophie Taeuber, Fondation Arp / Editions des cendres 2012
- La secrète adresse, Le cadran ligné, 2014
- L’Animal voyant, éditions Actes Sud / Errance, 2015
- Le Geste du regard, éditions L'Atelier contemporain, 2017
- Visionary animal, Wits University Press, 2019, édition revue et augmentée de L’Animal voyant)
- Vous êtes ici, Le castor astral, 2021- poésie, prix Max Jacob, 2021
- Peindre sa pensée dans des grottes, Bayard, coll. « les petites conférences », 2023

### Livres de poèmes à tirage limité
- Le Livre des vertus, avec six gravures de Bruno Mathon, Artfront gallery (Tokyo), 2000
- Calendrier d’avants, avec Matthieu Messagier, illustré par Florent Chopin, Florence Gillet, Al Martin & Simon Messagier, Kungelrunde Null Verlag, 2003
- Le Vide étant fait, illustré par Florence Gillet, éditions de l’attentive, 2004
- Alphabet somnambule, avec Wanda Mihuleac, éditions Transignum, 2016
- La Mémoire du vent, avec Bernard Moninot, éditions de la Canopée, prix Arcane, 2021

### Préfaces & éditions critiques
- Postface aux œuvres complètes de Tomas Tranströmer, traduit du suédois par Jacques Outin, éditions Le Castor Astral, 1996 (réédition sous le titre Baltiques chez  Gallimard poésie, 2004)
- Edition de, et introduction à Géologie historique & autres poèmes, de Matthieu Messagier, Christian Bourgois éditeur, 2002
- Préface à Un toucher aérien,  de Bernard Noël et Bernard Moninot, Artgo, 2020
- Préface à Aimer David, d’Alain Jouffroy, L’Atelier contemporain, 2021
- Edition et préface à Prendre le temps de vitesse, écrits et entretiens de Bernard Moninot L’Atelier contemporain, 2021
- Edition et préface à Tantra song de Franck-André Jamme, l’Atelier contemporain, 2023

## Distinctions
Son livre d’art, la mémoire du vent (2021), réalisé avec le plasticien Bernard Moninot a été le lauréat du premier prix Arcane, décerné par l’ADAGP,. Renaud Ego a également été le lauréat de la bourse Cioran, en 2021, pour son livre Le plus simple appareil,. 
Son long poème Vous êtes ici a été couronné par le prix Max Jacob en 2022.